# Borgoforte
Borgoforte is een gemeente in de Italiaanse provincie Mantua (regio Lombardije) en telt 3419 inwoners (31-12-2004). De oppervlakte bedraagt 38,9 km², de bevolkingsdichtheid is 86 inwoners per km².

## Demografie
Borgoforte telt ongeveer 1262 huishoudens. Het aantal inwoners steeg in de periode 1991-2001 met 5,2% volgens cijfers uit de tienjaarlijkse volkstellingen van ISTAT.
| Jaar | Inwoneraantal |
| ---- | ------------- |
| 1991 | 3115          |
| 2001 | 3278          |

## Geografie
De gemeente ligt op ongeveer 19 m boven zeeniveau.
Borgoforte grenst aan de volgende gemeenten: Bagnolo San Vito, Curtatone, Marcaria, Motteggiana, San Benedetto Po, Viadana, Virgilio.